# Лих
Лих (нем. Lich) — город в Германии, расположен на реке Веттер в земле Гессен в 15 километрах юго-восточнее университетского города Гиссен. Подчинён административному округу Гиссен. Входит в состав района Гиссен. Население составляет 13 349 человек (на 30 июня 2009 года). Занимает площадь 77,64 км². Официальный код — 06 5 31 011.

## История
Вблизи города найдены орудия труда неандертальцев (около 100 000 лет до н. э.), следы Оринъянской культуры (около 50 000 лет до н. э.), керамика эпохи неолита (около 4 000 лет до н. э.). Также скудные находки Бронзового века, Гальштатской и Латенской культур свидетельствуют о древних поселениях вблизи нынешнего Лиха. Жили ли в этих местах кельты — остается пока спорным вопросом.
Совершенно очевиден факт присутствия римлян. Арнсбургский каструм был построен ими в 83—85 годах н. э. и являлся самым северным укрепленным пунктом Веттерауского лимеса.
Первое официальное упоминание о Лихе датируется 790 годом. В 1300 году король Альбрехт I присвоил Лиху статус города в милость Филиппу фон Фалькенштейну. Во второй половине XIV века Лих достался графам Зольмсским.

## Достопримечательности
- Старый город с его фахверковыми домами.
- Евангелическая церковь (нем. Marienstiftskirche) с памятником Кино фон Фалькенштейну и его супруге Анне Нассауской.
- Городская башня XV столетия.
- За́мок позднего ренессанса графского (потом княжеского) семейства Сольмс-Гогенсольмс-Лих.
- Клостер Арнсбург — бывший монастырь.

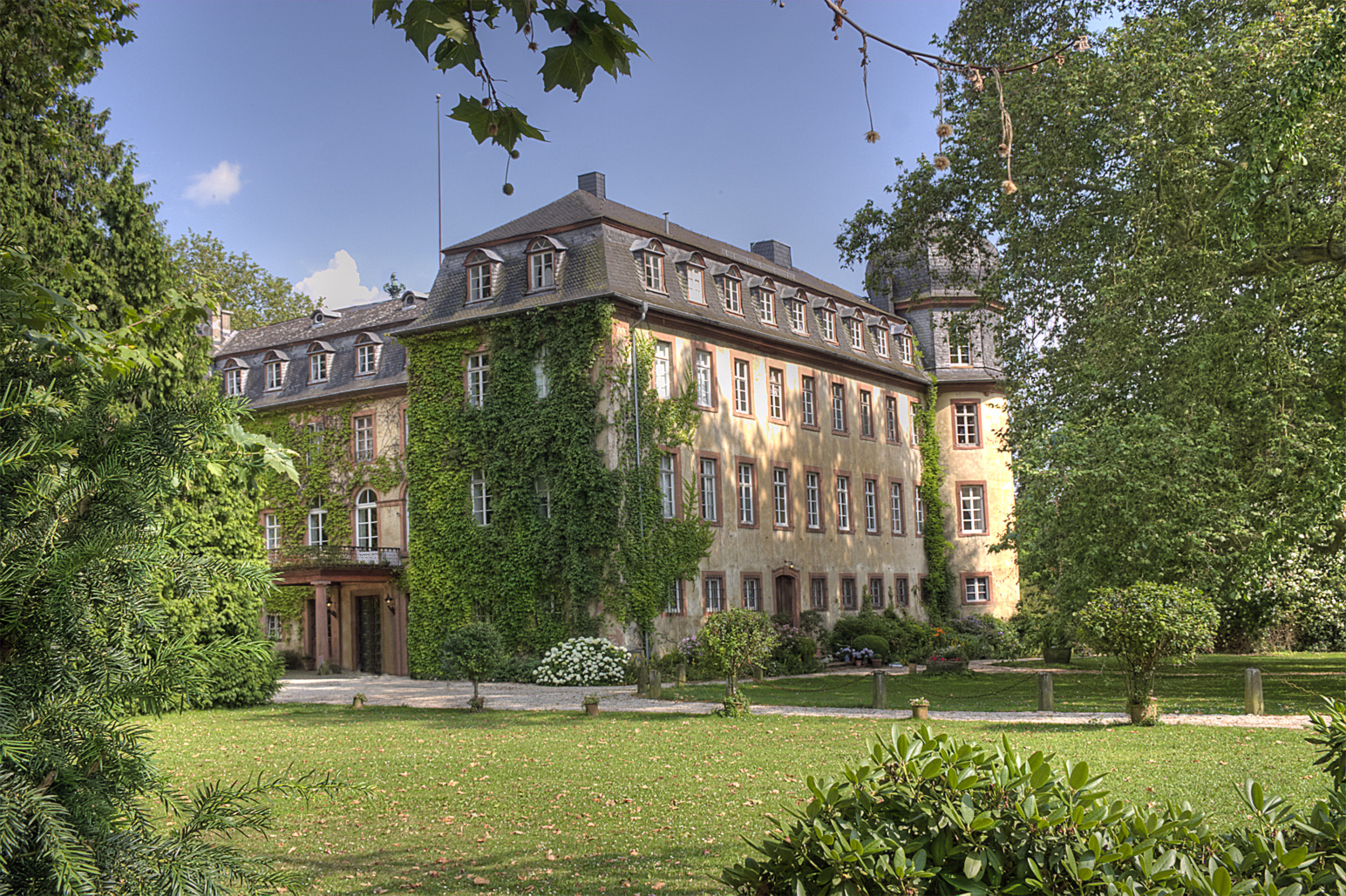
Резиденция одной из ветвей княжеского рода Сольмсов
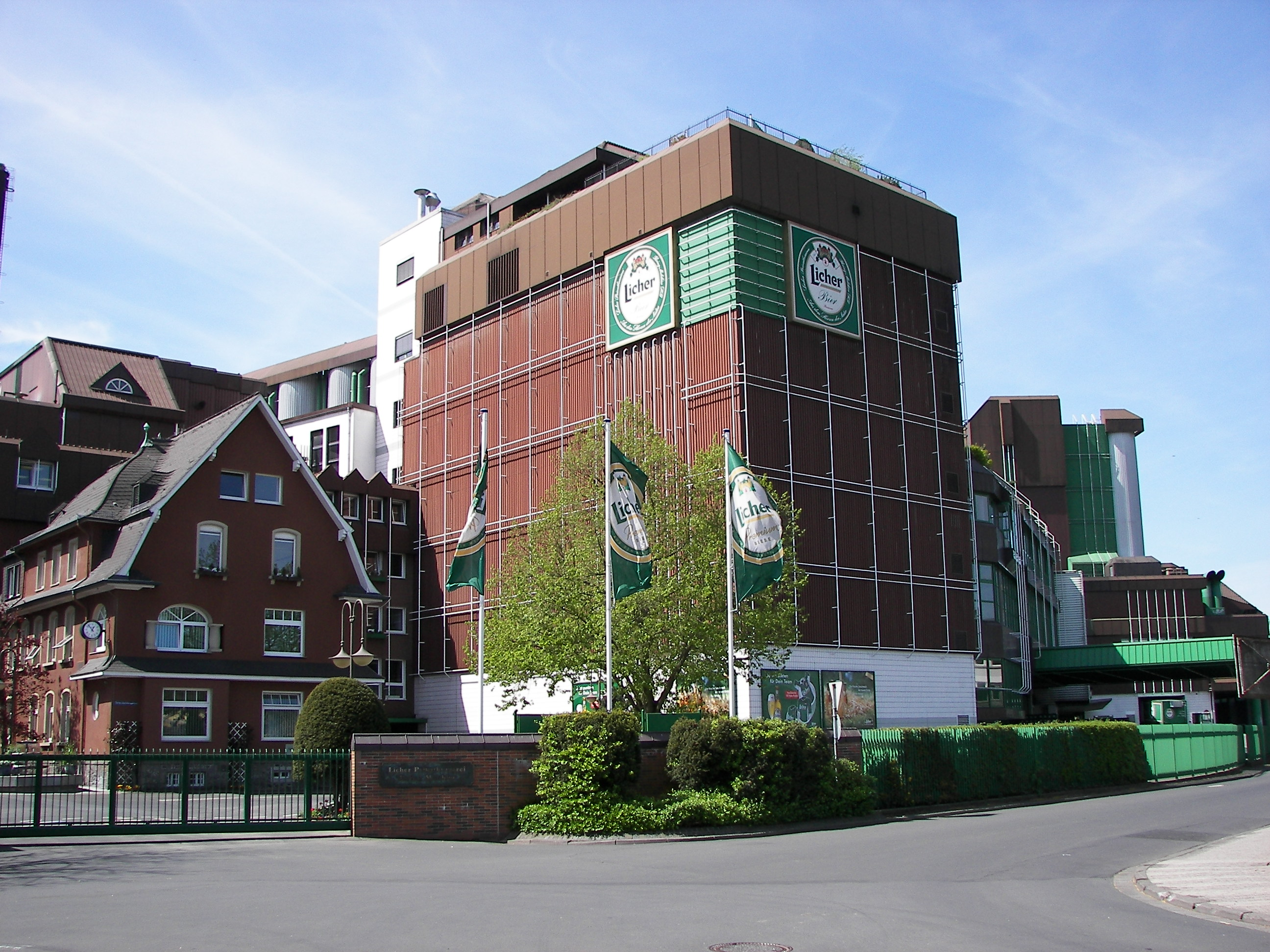
Лих — пивоваренный завод
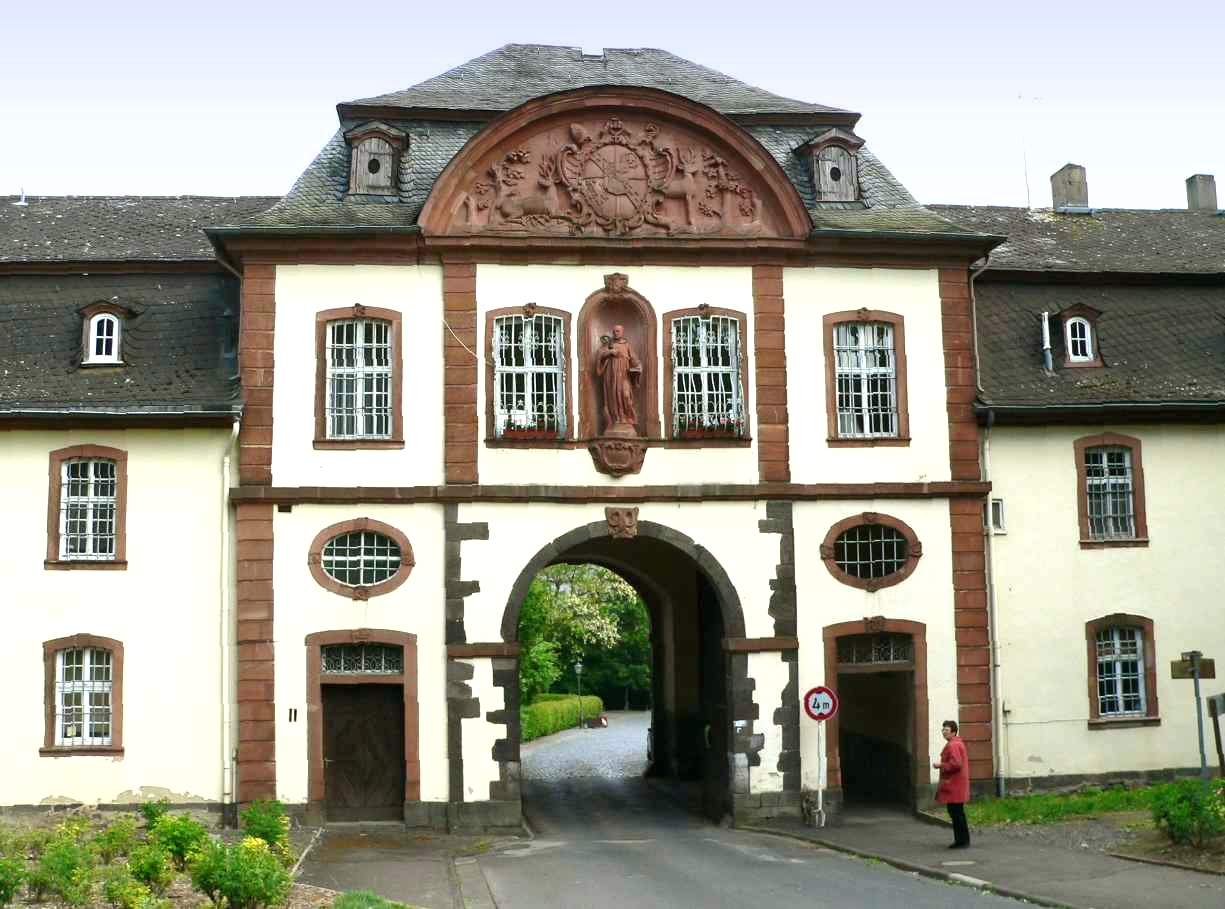
Монастырь Арнсбург — въезд

## Спорт
- Баскетбольная команда Licher BasketBären до 2017 года играла во 2 национальной лиге (третья по значимости лига в Германии).

## Предприятия
Город Лих известен пивоваренным заводом, основанным в 1854 году двумя частными предпринимателями, а также 400-летней историей изготовления орга́нов.
В Лихе имеется клиника на 242 койки.

## Общины
Кроме самого города, к Лиху относятся ещё восемь общин:
- Беттенгаузен (нем. Bettenhausen) — расположен 4 км южнее Лиха. Первое упоминание — в 771 году. Население составляет 542[3] человека (на декабрь 2008 года).
- Бирклар (нем. Birklar) — расположен 2,5 км южнее Лиха. Первое упоминание — в 764 году. Население составляет 719[3] человек (на декабрь 2008 года).
- Эберштат (нем. Eberstadt) — расположен 6 км юго-западнее Лиха. Первое упоминание — в 788 году. Население составляет 856[3] человек (на декабрь 2008 года).
- Клостер Арнсбург[нем.] (нем. Kloster Arnsburg) — бывший монастырь, архитектурный памятник, расположен 3 км юго-западнее Лиха. Основан в 1174 году[4]. Население составляет 53[3] человека (на декабрь 2008 года). Клостер Арнсбург огорожен каменной стеной в 1,6 километра длиной и в среднем 2,5 метра высотой. На территории располагаются музей, базилика, руины монастырской церкви, кладбище жертвам Второй мировой войны, остатки римского каструма.
- Лангсдорф (нем. Langsdorf) — расположен 4 км юго-восточнее Лиха. Первое упоминание — в 771 году. Население составляет 1 386[3] человек (на декабрь 2008 года).
- Мушенхайм (нем. Muschenheim) — расположен 4 км юго-западнее Лиха. Первое упоминание — в 774 году. Население составляет 980[3] человек (на декабрь 2008 года). Вблизи населенного пункта найдены древние захоронения, свидетельствующие о том, что на протяжении нескольких тысячелетий в этих местах проживали люди.
- Нидер-Бессинген (нем. Nieder-Bessingen) — расположен 5 км северо-восточнее Лиха. Первое упоминание — в 9 столетии. Население составляет 639[3] человек (на декабрь 2008 года).
- Обер-Бессинген (нем. Ober-Bessingen) — расположен 6,5 км северо-восточнее Лиха. Первое упоминание — в 1260 году. Население составляет 598[3] человек (на декабрь 2008 года).

## Известные уроженцы и жители
- 1940: Германн Отто Зольмс[англ.], немецкий политик (СвДП)
- 1963: Ральф Бёнт, писатель
- 1966: Михаель Кох, спортсмен (баскетбол)
- 1976: Айлин Аслим, турецкая поп-рок певица